# Bruno Gagliasso
Bruno Gagliasso Marques (Rio de Janeiro, 13 aprile 1982) è un attore e attivista brasiliano.

## Biografia

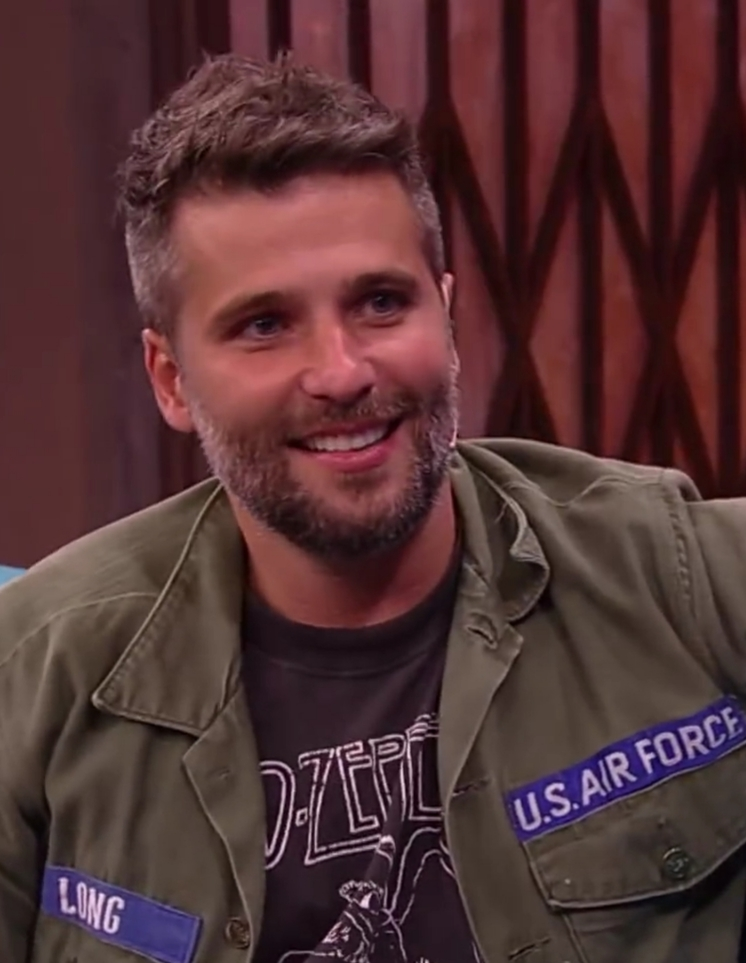
Bruno Gagliasso nel 2018

Di ascendenza portoghese per parte di padre e italiana per parte di madre, è fratello dell'attore e politico Thiago Gagliasso.
Dopo essere apparso in alcuni spot, nel 1990 ha lavorato nella sua prima telenovela, Atto d'amore, e nel 2000 in Chiquititas, una produzione SBT. L'anno dopo ha firmato un contratto con TV Globo, presso la quale sarebbe poi rimasto fino al 2020. Nel 2003 ha ottenuto il ruolo di Caetano, il figlio di Bento Gonçalves da Silva, nella telenovela in costume Garibaldi, l'eroe dei due mondi, con cui ha raggiunto la grande fama. Sono seguite altre prove televisive importanti come Celebridade, América, Paraíso Tropical (dove per la prima volta gli è stato assegnato un ruolo da cattivo), il remake di Ciranda de pedra (in cui ha dato volto a Eduardo, il personaggio interpretato a suo tempo da Marcelo Picchi), Caminho das Índias (dove ha impressionato tutti sostenendo il ruolo di uno schizofrenico) e Passione (nella quale ha impersonato il bigamo Berillo Rondelli).
Ha lavorato anche per il grande schermo: è stato tra l'altro il protagonista del film Isolados, da lui anche co-prodotto. Nel 2013 è stato scelto per il ruolo da protagonista nella telenovela Joia Rara, che ha vinto il premio Emmy. Nel 2015 è apparso in Babilônia. In seguito ha offerto altre prove in telenovelas, sia sostenendo il ruolo principale sia in parti da antagonista.
A differenza del fratello Thiago, Bruno Gagliasso ha idee progressiste ed è un noto attivista per i diritti LGBT, facendo al riguardo parlare di sé per i baci sulla bocca dati ad altri uomini in pubblico. È tra gli attori brasiliani uno dei più forti oppositori di Jair Bolsonaro, da lui spesso definito fascista.

## Vita privata
Dopo essere stato sentimentalmente legato a varie donne - tra cui l'attrice Danielle Winits e la pubblicitaria Viviane Sarahyba - ha preso in moglie l'attrice Camila Rodrigues nel 2006. Nel 2008 i due hanno divorziato. Nel 2010 Gagliasso ha sposato un'altra attrice, Giovanna Ewbank. La coppia ha tre figli, di cui due adottivi, entrambi provenienti dal Malawi.